# Ну, погоди! (выпуск 15)
Ну, погоди! (выпуск 15) — пятнадцатый мультипликационный фильм из серии «Ну, погоди!».

## Сюжет
В Доме культуры проходит концерт. Ведущий — Заяц.
Сначала выступает хор мальчиков-зайчиков, которым руководит Волк.
Затем начинается балет, где Волк танцует с Курицами, а затем — с Зайцем.
Завершается концерт изменённой песней «Айсберг» Аллы Пугачёвой в исполнении Волка и Зайца.
В парке Волк, так и не поймав Зайца, поёт под гитару изменённую песню «Крыша дома твоего» Юрия Антонова.

## Создатели
| Авторы сценария            | Александр Курляндский, Аркадий Хайт                                                                 |
| Кинорежиссёр               | Вячеслав Котёночкин                                                                                 |
| Художник-постановщик       | Светозар Русаков                                                                                    |
| Кинооператор               | Александр Чеховский                                                                                 |
| Композитор                 | Виктор Бабушкин                                                                                     |
| Звукооператор              | Владимир Кутузов                                                                                    |
| Художники-мультипликаторы: | Виктор Арсентьев, Александр Дорогов, Виктор Лихачёв, Александр Мазаев, Фёдор Елдинов, Олег Сафронов |
| Роли озвучивали:           | Клара Румянова — Заяц, Анатолий Папанов — Волк, Владимир Сошальский — Бегемот                       |
| Художники:                 | Зоя Монетова, Сергей Маракасов, Ирина Троянова                                                      |
| Ассистент режиссёра        | Раиса Макарова                                                                                      |
| Монтажёр                   | Маргарита Михеева                                                                                   |
| Редактор                   | Елена Никиткина                                                                                     |
| Директор съёмочной группы  | Лилиана Монахова                                                                                    |

## Музыка
Помимо авторских мелодий Виктора Бабушкина, в мультфильме звучат аранжированные и исполненные им «Танец маленьких лебедей» и «Интродукция и па-де-де» из балета «Лебединое озеро» Петра Чайковского.
В мультфильме использована «Неаполитанская песенка» Петра Чайковского в исполнении Большого детского хора им. В. Попова.
Хор мальчиков-зайчиков под управлением Волка исполняет попурри на песни: «„У дороги чибис“, „Дубинушка“, „Ой, цветёт калина“, „Ох, рано встаёт охрана“, „Всё могут короли“, „Не надо печалиться“»; 
Волк с Зайцем исполняют изменённую песню «Айсберг» Аллы Пугачёвой; 
Волк исполняет изменённую песню «Крыша дома твоего» Юрия Антонова.
В эпизоде с титрами звучит неизменная музыкальная композиция «Водные лыжи» Тамаша Деака в исполнении вокального ансамбля «Гармония» и инструментального ансамбля «Деак».